# Flavy-le-Martel
Flavy-le-Martel est une commune française située dans le département de l'Aisne en région Hauts-de-France.

## Géographie

### Communes limitrophes
| Annois               | Saint-Simon       | Clastres          |
| Cugny                | Flavy-le-Martel   | Jussy             |
| La Neuville-en-Beine | Villequier-Aumont | Frières-Faillouël |

La commune est desservie par les trains TER Picardie à la gare de Flavy-le-Martel, sur la ligne d'Amiens à Laon.

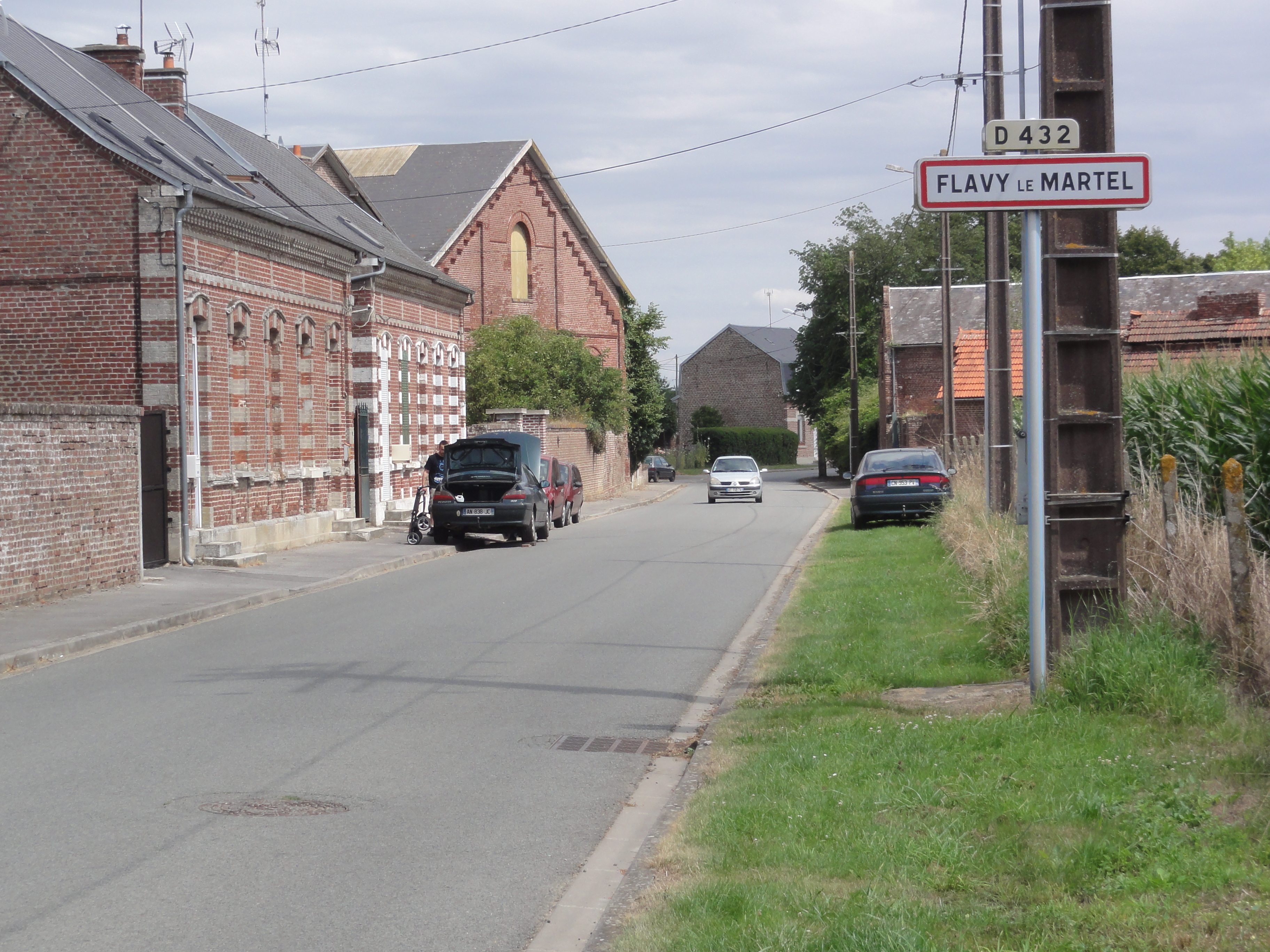
Entrée de Flavy-le-Martel.
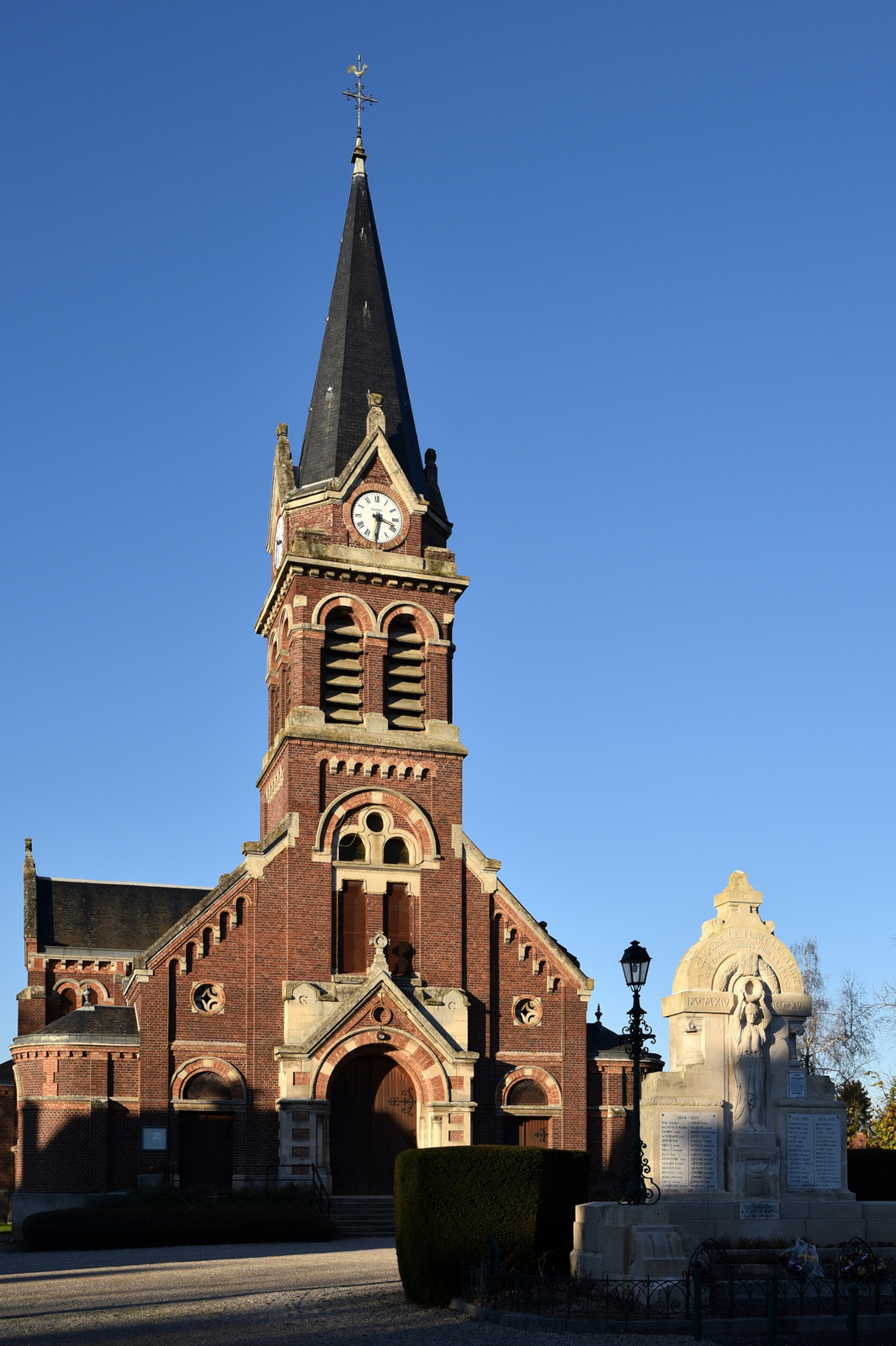
Église Saint-Rémi de Flavy-le-Martel.
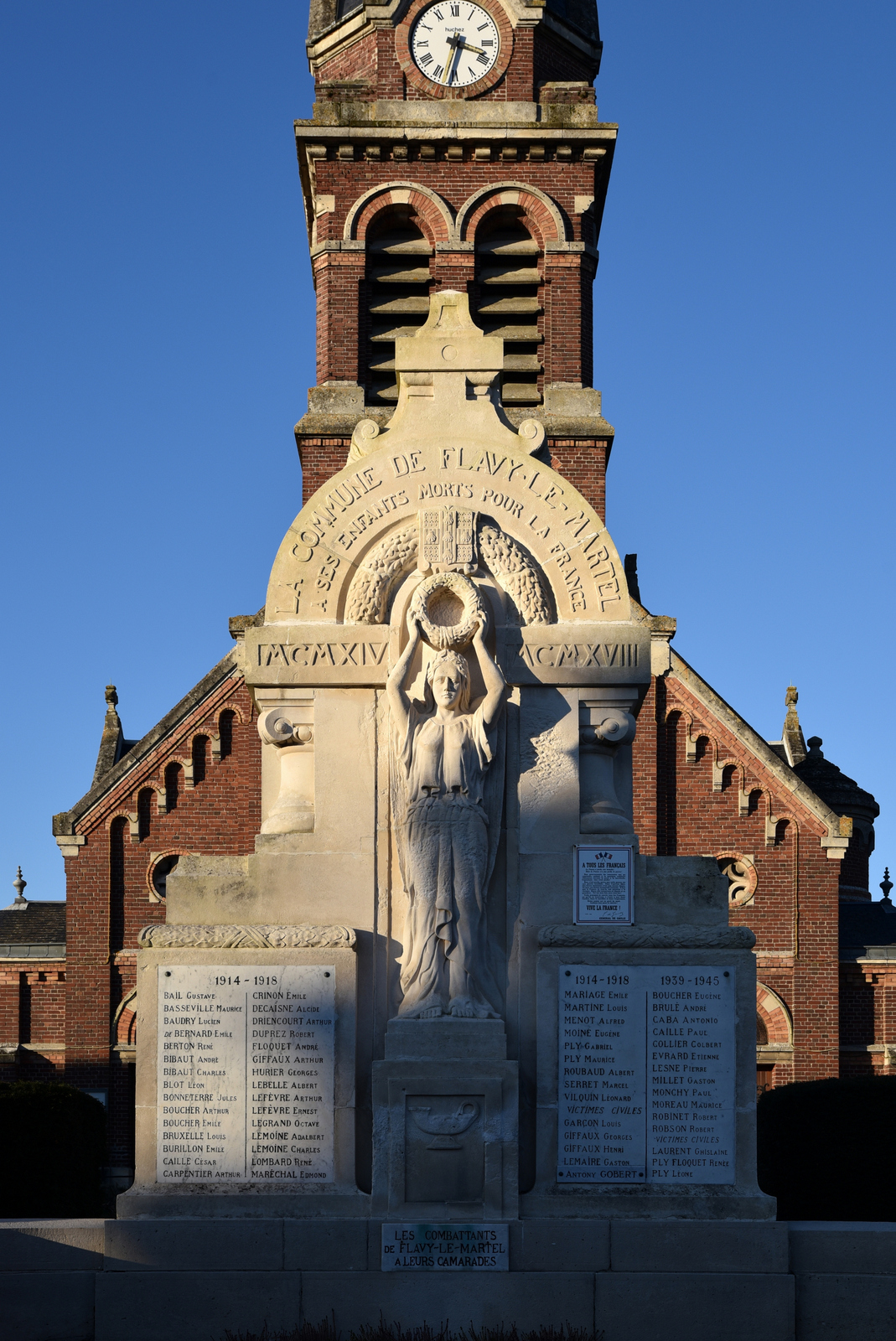
Monument aux morts de Flavy-le-Martel par Louis Brassart-Mariage et Nestor Staquet. 1925.
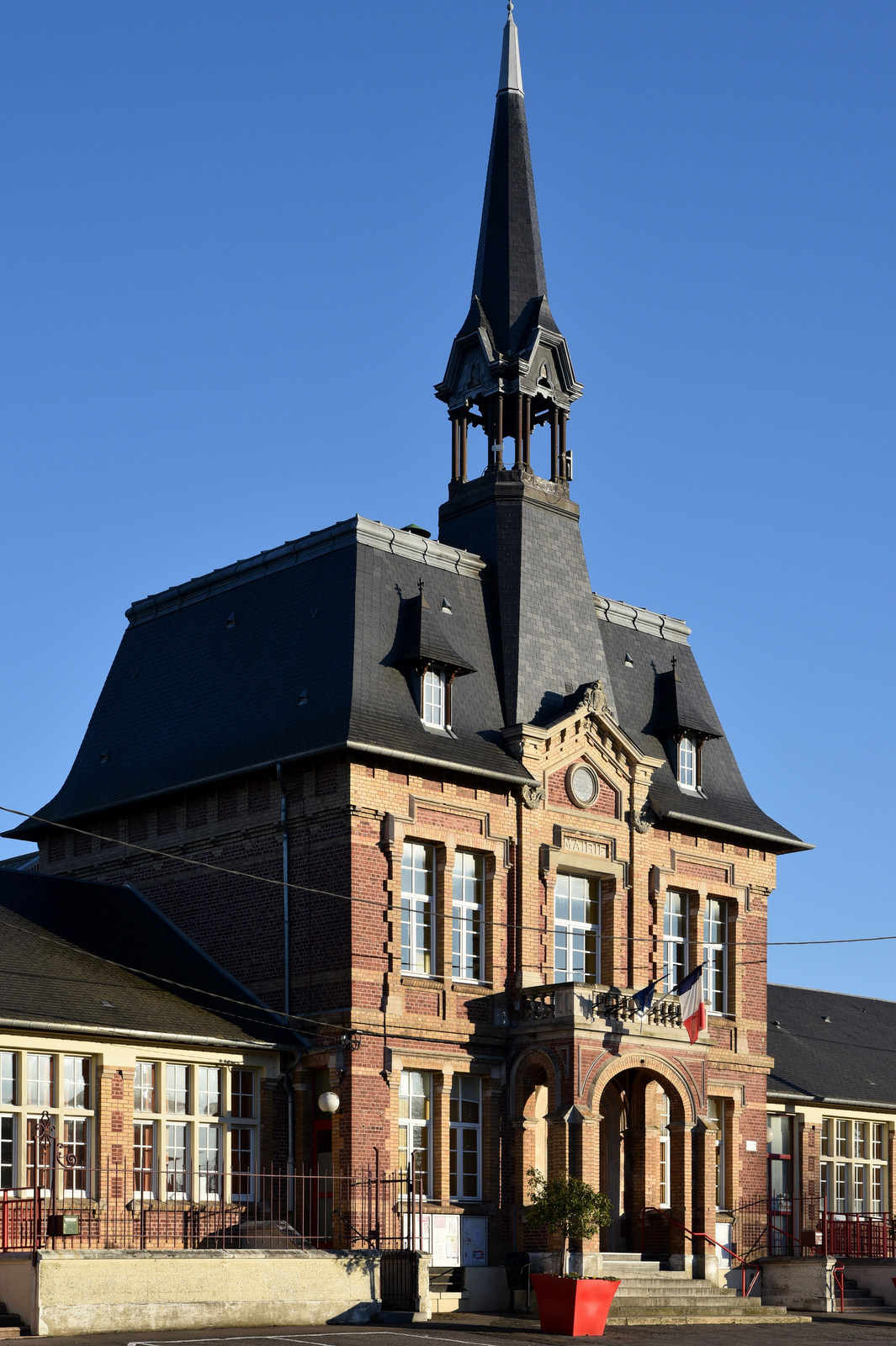
Mairie de Flavy-le-Martel.

### Hydrographie

#### Réseau hydrographique
La commune est traversée par la ligne de partage des eaux entre les bassins hydrographiques Artois-Picardie et Seine-Normandie. Elle est drainée par la FLAVY-LE-MARTEL, la Flavy-le-Martel, le fossé 03 de la commune de Villequier-Aumont, le fossé Coulant et le fossé de Rougemont,.

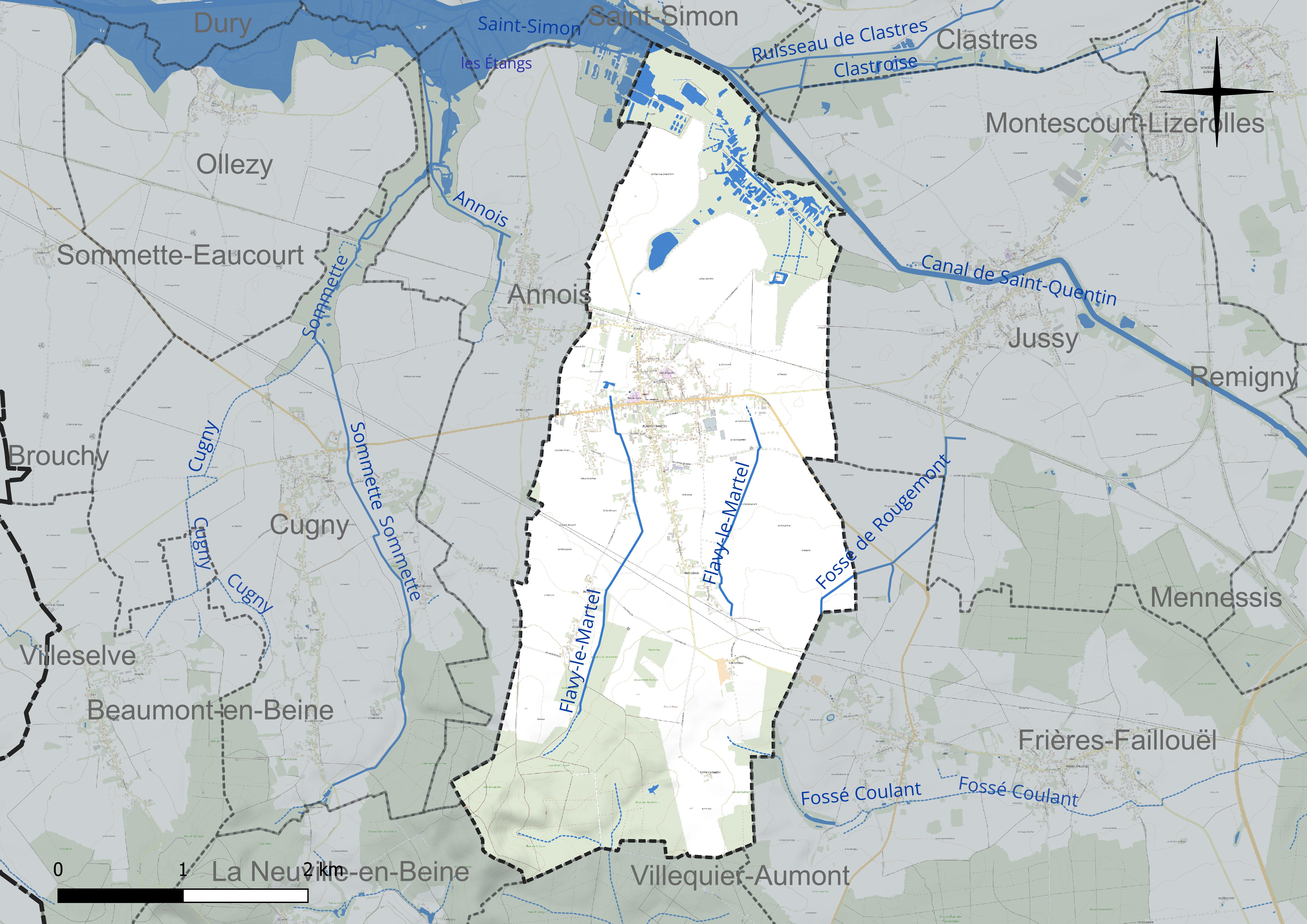
Réseau hydrographique de Flavy-le-Martel.

#### Gestion et qualité des eaux
Le territoire communal est couvert par le schéma d'aménagement et de gestion des eaux (SAGE) « Haute Somme ». Ce document de planification concerne un territoire de 1 798 km2 de superficie, délimité par le bassin versant de la Haute Somme est constitué d'un réseau hydrographique complexe de cours d'eau, de marais, d'étangs et de canaux. Le périmètre a été arrêté le 21 avril 2006 et le SAGE proprement dit a été approuvé le 15 juin 2017. La structure porteuse de l'élaboration et de la mise en œuvre est le syndicat mixte d'aménagement hydraulique du bassin versant de la Somme (AMEVA).
La qualité des cours d'eau peut être consultée sur un site dédié géré par les agences de l'eau et l'Agence française pour la biodiversité.

### Climat
Pour des articles plus généraux, voir Climat des Hauts-de-France et Climat de l'Aisne.
En 2010, le climat de la commune est de type climat océanique dégradé des plaines du Centre et du Nord, selon une étude du CNRS s'appuyant sur une série de données couvrant la période 1971-2000. En 2020, Météo-France publie une typologie des climats de la France métropolitaine dans laquelle la commune est dans une zone de transition entre le climat océanique et le climat océanique altéré et est dans la région climatique Nord-est du bassin Parisien, caractérisée par un ensoleillement médiocre, une pluviométrie moyenne régulièrement répartie au cours de l'année et un hiver froid (3 °C).
Pour la période 1971-2000, la température annuelle moyenne est de 10,4 °C, avec une amplitude thermique annuelle de 14,9 °C. Le cumul annuel moyen de précipitations est de 683 mm, avec 10,6 jours de précipitations en janvier et 8,6 jours en juillet. Pour la période 1991-2020, la température moyenne annuelle observée sur la station météorologique la plus proche, située sur la commune de Chauny à 11 km à vol d'oiseau, est de 11,1 °C et le cumul annuel moyen de précipitations est de 709,9 mm,. Pour l'avenir, les paramètres climatiques de la commune estimés pour 2050 selon différents scénarios d'émission de gaz à effet de serre sont consultables sur un site dédié publié par Météo-France en novembre 2022.

## Urbanisme

### Typologie
Au 1er janvier 2024, Flavy-le-Martel est catégorisée bourg rural, selon la nouvelle grille communale de densité à 7 niveaux définie par l'Insee en 2022.
Elle est située hors unité urbaine. Par ailleurs la commune fait partie de l'aire d'attraction de Saint-Quentin, dont elle est une commune de la couronne,. Cette aire, qui regroupe 120 communes, est catégorisée dans les aires de 50 000 à moins de 200 000 habitants,.

### Occupation des sols
L'occupation des sols de la commune, telle qu'elle ressort de la base de données européenne d'occupation biophysique des sols Corine Land Cover (CLC), est marquée par l'importance des territoires agricoles (60,7 % en 2018), en diminution par rapport à 1990 (62,2 %). La répartition détaillée en 2018 est la suivante : 
terres arables (58,6 %), forêts (20,4 %), zones urbanisées (11,8 %), eaux continentales (4,7 %), milieux à végétation arbustive et/ou herbacée (2,3 %), zones agricoles hétérogènes (2,1 %).
L'évolution de l'occupation des sols de la commune et de ses infrastructures peut être observée sur les différentes représentations cartographiques du territoire : la carte de Cassini (XVIIIe siècle), la carte d'état-major (1820-1866) et les cartes ou photos aériennes de l'IGN pour la période actuelle (1950 à aujourd'hui).

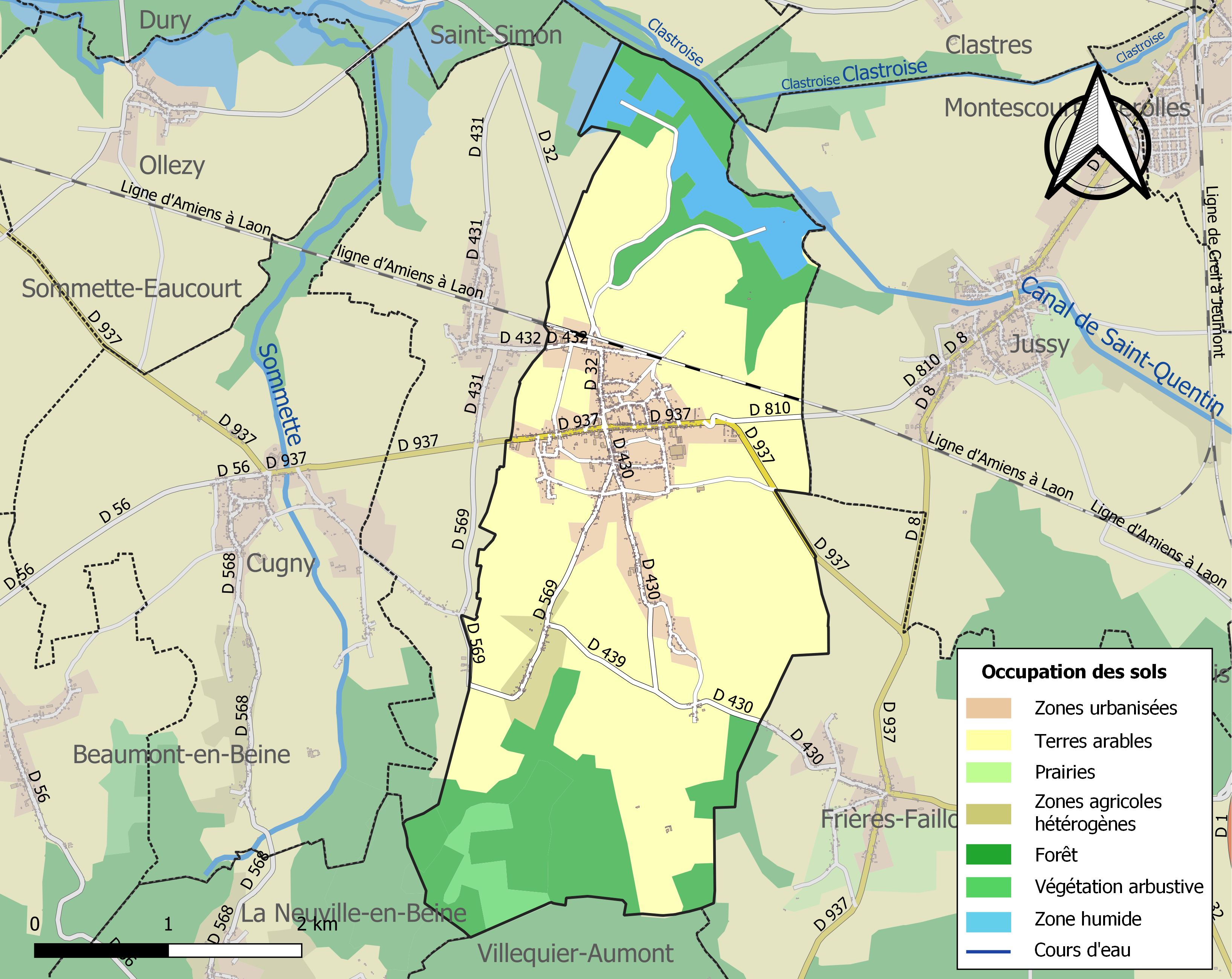
Carte de l'occupation des sols de la commune en 2018 (CLC).

## Toponymie
Le nom de la localité est attesté sous les formes Flalevi (XIIe siècle) ; Flavi (1279) ; Flavy-le-Marteau (1661) ; Saint-Remy-de-Flavy-le-Martel (XVIIe siècle).
Le martel est l'ancienne forme de « marteau ». On donnait à tous les grands guerriers le surnom de Martel. Ce toponyme fait certainement référence à la famille Martel, plus précisément à Guillaume VIII Martel, porte-oriflamme du roi de France et  mort à la bataille d'Azincourt (mais les historiens en doutent).

## Histoire

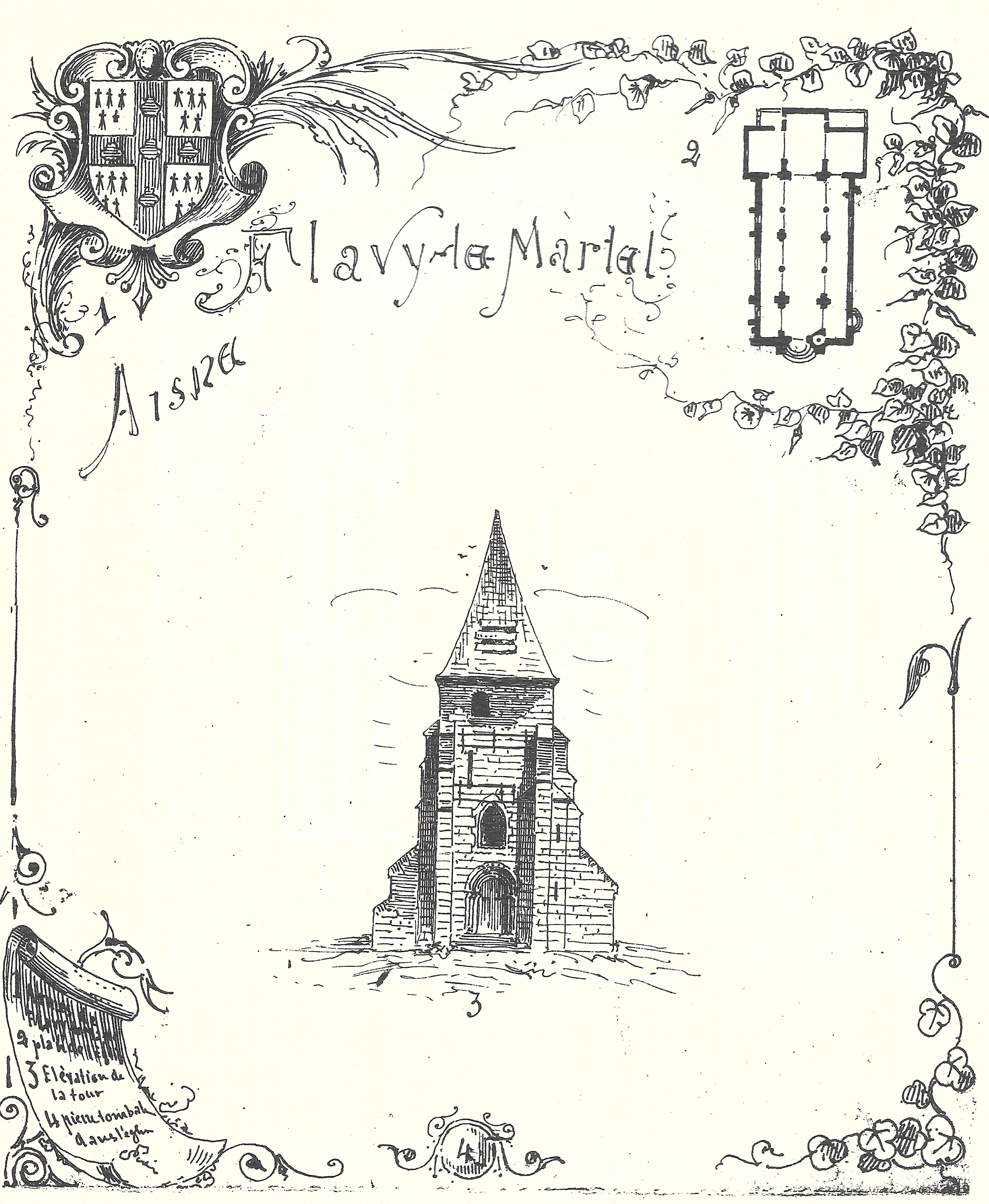
L'église vers 1870
Dessin de Joachim Malézieux.
(1851-1906).

On a retrouvé au sud du territoire (vers le Coquerel) des pointes de flèches, de lances, des couteaux, des grattoirs, des scies… datant de l'époque néolithique. Des traces de forges gallo-romaines, des monnaies romaines attestent de la présence humaine pendant l'Antiquité. Si les documents écrits de l'époque mérovingienne sont inexistants, notre connaissance du passé se précise ensuite : au IXe siècle, le pays, jusqu'à l'Oise, appartient à la « Maison de Vermandois », qui donna en fief Flavy à des seigneurs particuliers. C'est ainsi qu'en 1150, le domaine appartient à un certain Eudes (ou Odon), dont les successeurs se transmettront le fief jusqu'à la fin du XVe siècle.
Parmi les nombreux seigneurs, parfois célèbres, nous pouvons évoquer, dans l'ordre chronologique :
• Marie de Luxembourg (1462-1546) héritière de la maison de Luxembourg-Saint-Pol, elle épouse François de Bourbon ; chef de la maison de Bourbon-Vendôme, elle est l'arrière grand-mère du roi de France Henri IV. Elle fut duchesse de Vendôme, dame de La Fère, Ham, Vendeuil, comtesse de Saint Pol, de Ligny, de Marle et de Soissons mais aussi seigneur de « Flavy » ;
• Jeanne d'Albret, reine de Navarre, mère de Henri IV, fut seigneur de Flavy en 1570.
En 1590, Henri IV assiège et s'empare du château de Savriennois, occupé par les Ligueurs. Son camp était établi à Annois.

## Politique et administration

### Liste des maires de la commune
| Période                                  | Période                   | Identité            | Étiquette | Qualité                                                     |
| ---------------------------------------- | ------------------------- | ------------------- | --------- | ----------------------------------------------------------- |
| avant 1910                               | après 1910                | M. Tavernier-Renaux |           |                                                             |
| Les données manquantes sont à compléter. |                           |                     |           |                                                             |
| 1983                                     | 2001                      | Gilbert Levert      |           |                                                             |
| mars 2001                                | mars 2008                 | Robert Sansalone    |           |                                                             |
| mars 2008                                | mai 2020                  | Danielle Lanco      | DVG       | Retraitée de l'enseignement Réélue pour le mandat 2014-2020 |
| mai 2020                                 | En cours (au 28 mai 2020) | Patrick Julien      |           |                                                             |

### Rattachements administratifs et électoraux
La commune se trouve dans l'arrondissement de Saint-Quentin du département de l'Aisne. Pour l'élection des députés, elle fait partie de la deuxième circonscription de l'Aisne depuis 1988, elle faisait partie jusqu'en 1986 de la quatrième circonscription de l'Aisne.
Elle faisait partie depuis 1801 du canton de Saint-Simon. Dans le cadre du redécoupage cantonal de 2014 en France, elle fait désormais partie du canton de Ribemont.

La communauté d'agglomération du Saint-Quentinois.

### Intercommunalité
La commune faisait partie de la communauté de communes du canton de Saint-Simon (C32S), créée fin 1994.
Dans le cadre des dispositions de la loi portant nouvelle organisation territoriale de la République (Loi NOTRe) du 7 août 2015, qui prévoit que les établissements publics de coopération intercommunale (EPCI) à fiscalité propre doivent avoir un minimum de 15 000 habitants (sous réserve de certaines dérogations bénéficiant aux territoires de très faible densité), le préfet de l'Aisne a adopté un nouveau schéma départemental de coopération intercommunale par arrêté du 30 mars 2016 qui prévoit notamment la fusion de la  communauté de communes du canton de Saint-Simon et de la communauté d'agglomération de Saint-Quentin, aboutissant au regroupement de 39 communes comptant 83 287 habitants.
Cette fusion est intervenue le 1er janvier 2017, et la commune est désormais membre de la communauté d'agglomération du Saint-Quentinois.

## Démographie
L'évolution du nombre d'habitants est connue à travers les recensements de la population effectués dans la commune depuis 1793. Pour les communes de moins de 10 000 habitants, une enquête de recensement portant sur toute la population est réalisée tous les cinq ans, les populations de référence des années intermédiaires étant quant à elles estimées par interpolation ou extrapolation. Pour la commune, le premier recensement exhaustif entrant dans le cadre du nouveau dispositif a été réalisé en 2005.

En 2022, la commune comptait 1 698 habitants, en évolution de +0,83 % par rapport à 2016 (Aisne : −1,97 %, France hors Mayotte : +2,11 %).
| 1793  | 1800  | 1806  | 1821  | 1831  | 1836  | 1841  | 1846  | 1851  |
| ----- | ----- | ----- | ----- | ----- | ----- | ----- | ----- | ----- |
| 1 800 | 1 673 | 1 847 | 1 957 | 2 366 | 2 375 | 2 365 | 2 472 | 2 454 |

| 1856  | 1861  | 1866  | 1872  | 1876  | 1881  | 1886  | 1891  | 1896  |
| ----- | ----- | ----- | ----- | ----- | ----- | ----- | ----- | ----- |
| 2 378 | 2 392 | 2 324 | 2 276 | 2 271 | 2 174 | 2 162 | 2 011 | 1 946 |

| 1901  | 1906  | 1911  | 1921  | 1926  | 1931  | 1936  | 1946  | 1954  |
| ----- | ----- | ----- | ----- | ----- | ----- | ----- | ----- | ----- |
| 1 830 | 1 810 | 1 841 | 1 361 | 1 473 | 1 439 | 1 407 | 1 510 | 1 522 |

| 1962  | 1968  | 1975  | 1982  | 1990  | 1999  | 2005  | 2006  | 2010  |
| ----- | ----- | ----- | ----- | ----- | ----- | ----- | ----- | ----- |
| 1 507 | 1 543 | 1 560 | 1 504 | 1 563 | 1 520 | 1 571 | 1 578 | 1 636 |

| 2015  | 2020  | 2022  | - | - | - | - | - | - |
| ----- | ----- | ----- | - | - | - | - | - | - |
| 1 676 | 1 660 | 1 698 | - | - | - | - | - | - |

## Culture locale et patrimoine

### Lieux et monuments
- Église Saint-Rémi.
- Le monument aux morts.
- Le mémorial du général Leclerc de Hauteclocque, maréchal de France.
- La gare SNCF avec le bâtiment de la gare, réhabilité en appartements.

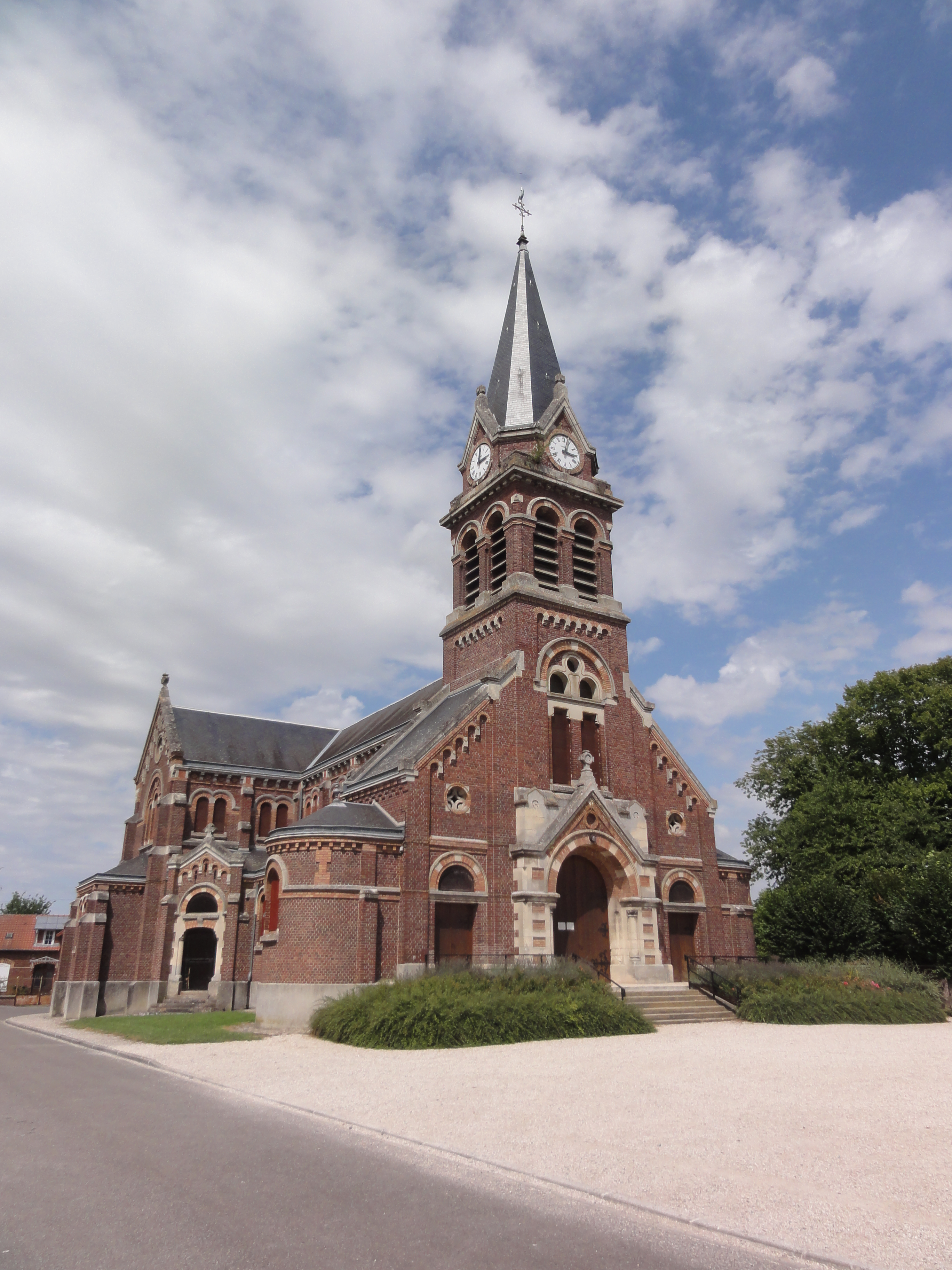
Église Saint-Rémi.
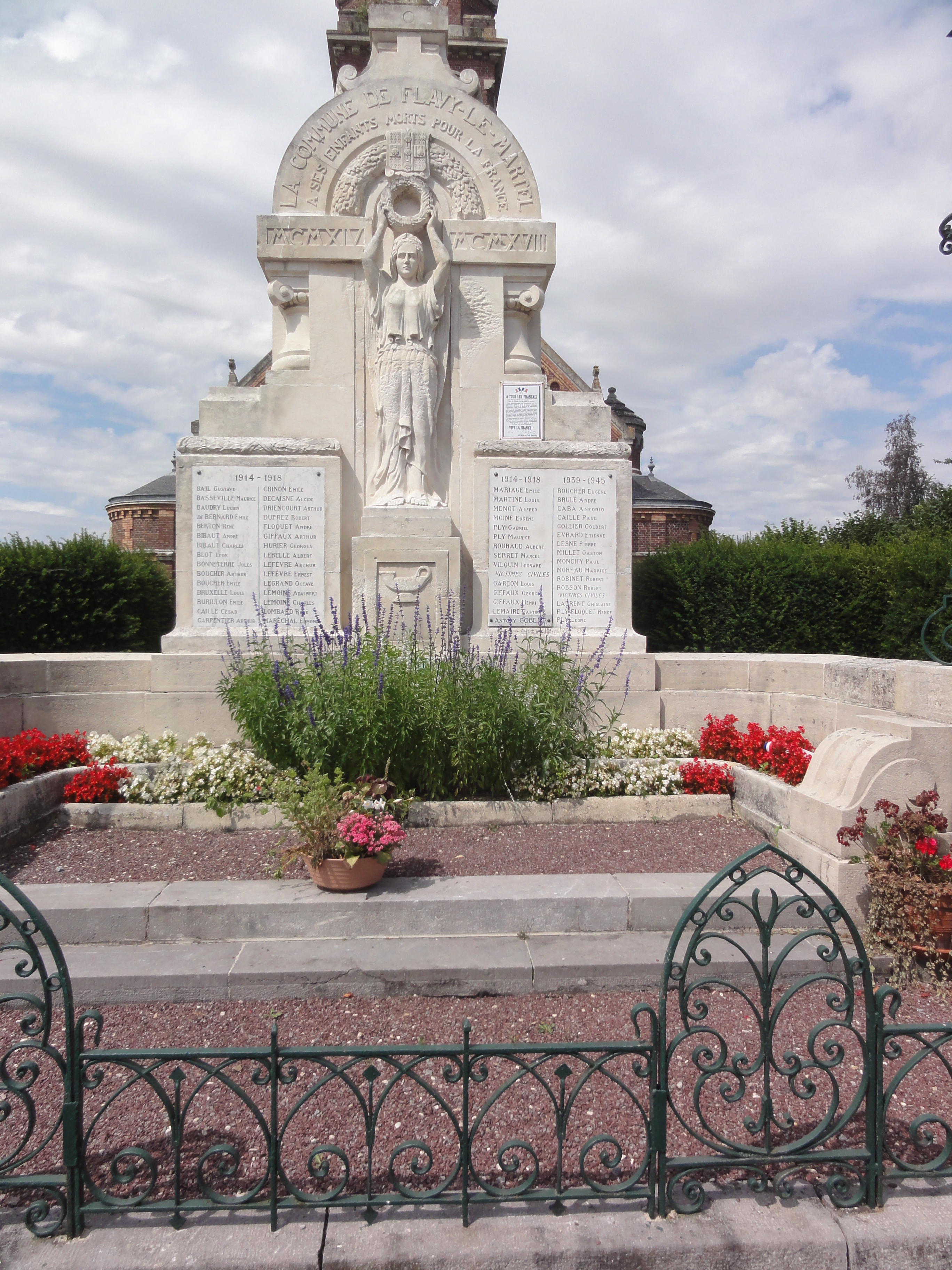
Monument aux morts.
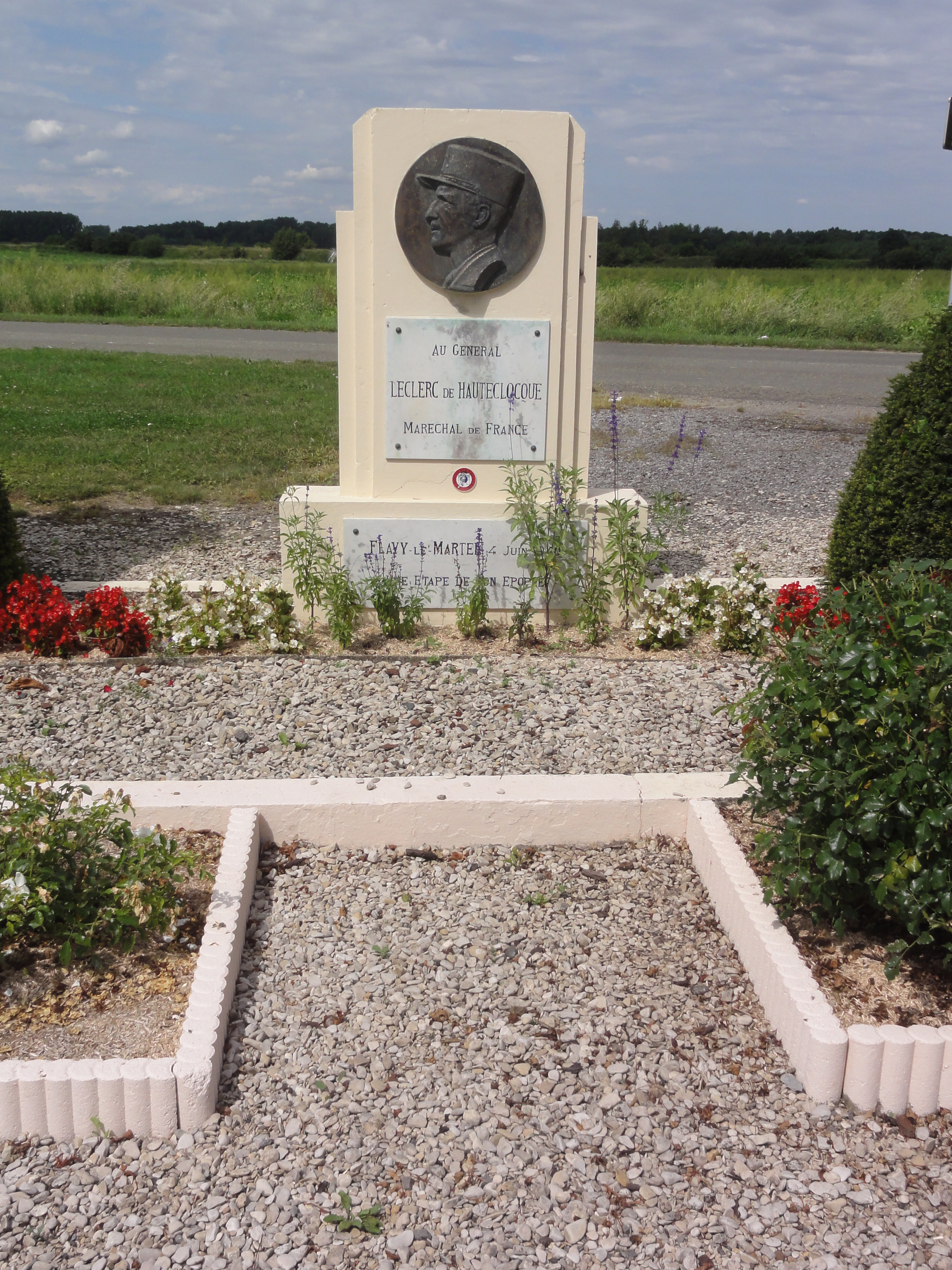
Le mémorial du général Leclerc de Haute- clocque.
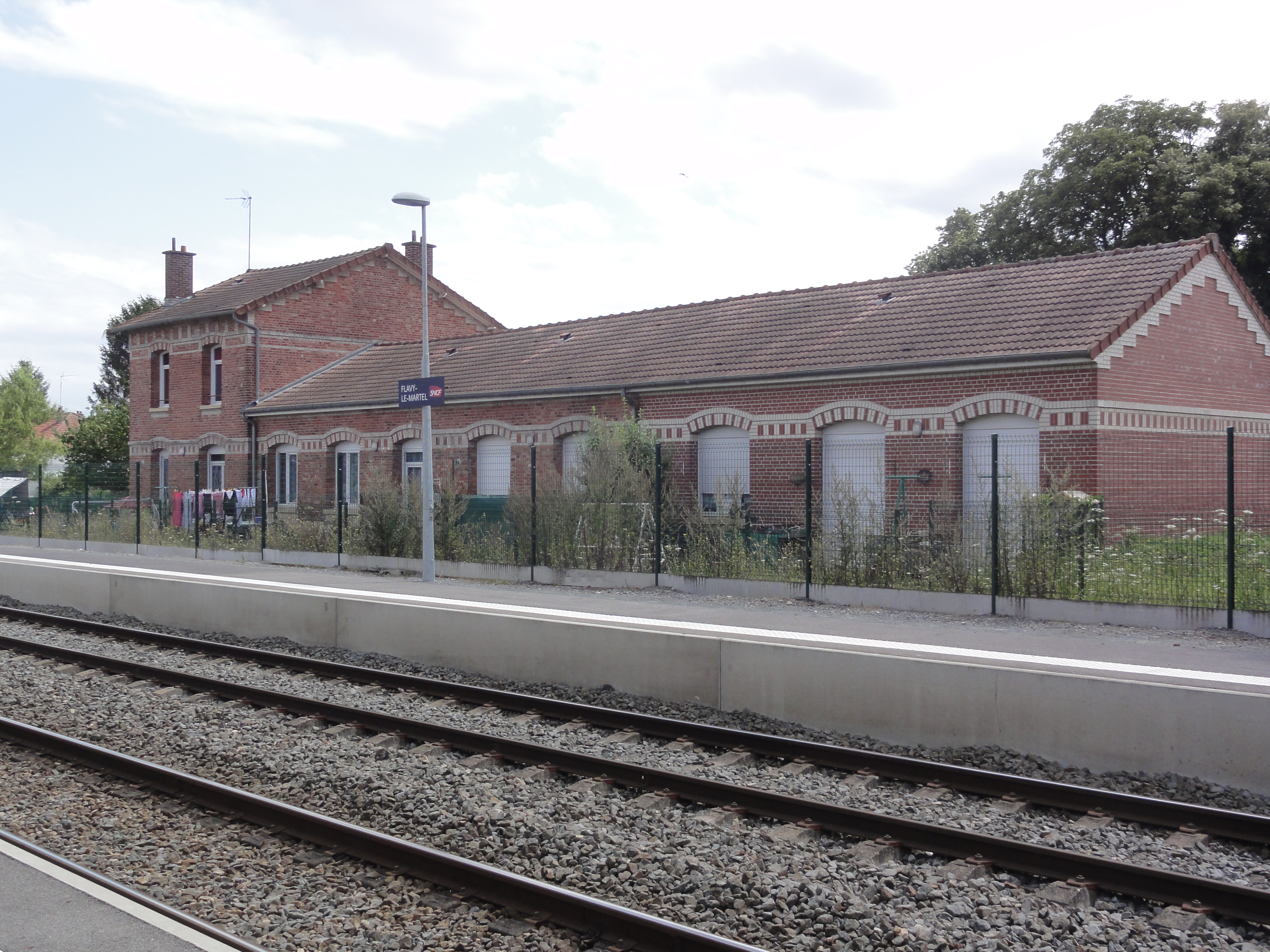
La gare, côté des quais.

### Personnalités liées à la commune
- Louis Brassart-Mariage (1875-1933), architecte de la maison de retraite Charles-Lefèvre.
- James Mac Connell, pilote américain, abattu le 19 mars 1917 au-dessus du village. Une stèle commémore son sacrifice[30].
- André Brulé, sous-lieutenant FFI, héros de la Résistance, arrêté le 3 avril 1944, torturé, mort en déportation. Le conseil municipal du 6 mai 1945 décide d'honorer sa mémoire en dénommant rue André-Brulé l'ancienne  Grand'Rue[31].

### Héraldique
| Blason de Flavy-le-Martel | Blason  | D'hermine à la croix de gueules chargée de cinq coquilles d'or. Ornements extérieursCroix de guerre 1914-1918 |
| Blason de Flavy-le-Martel | Détails | Blason adopté par la municipalité.                                                                            |

## Pour approfondir